# 兰格里河
兰格里河（俄语：Река Лангери，尼夫赫语：Ланр Эри）是萨哈林州斯米尔内赫区的河流，长101公里，流域面积1360平方公里，注入鄂霍次克海。名称来自尼夫赫语的“海豹河”。

## 引用
1. ↑  М·Г·瓦西科夫斯基. . 列宁格勒: 气象出版社. 1973 （俄语）.
2. ↑  . 国家水登记处.   [2023-12-31]. （原始内容存档于2023-12-31） （俄语）.